# Thurrock
Il borough di Thurrock è un'autorità unitaria britannica della contea inglese di Essex.
Lo status attuale fa data al 1º aprile 1974 quando, con il Local Government Act 1972, la maggior parte di il precedente distretto urbano divenne distretti non metropolitani, è diventata una autorità unitaria il 1º aprile 1998.
La sede del borough è Grays.

## Località
- Aveley
- Bulphan
- Chadwell St Mary
- Chafford Hundred
- Corringham
- East Tilbury
- Fobbing
- Grays
- Horndon-on-the-Hill
- Langdon Hills
- Little Thurrock
- Mucking
- Orsett
- Purfleet
- South Ockendon
- Stanford-le-Hope
- Stifford
- Tilbury
- West Thurrock